# محمد ناظم‌الشریعه
سید محمد ناظم‌الشریعه (زادهٔ ۳۱ شهریور ۱۳۴۸ در شیراز) بازیکن سابق و مربی فوتسال اهل ایران است.
وی بازیکن اسبق تیم‌های مرصاد شیراز، فوتسال صدرا و تیم ملی امید ایران می‌باشد.

## دوران بازی
وی دوران حرفه‌ای خود را با ورزش فوتبال آغاز کرد و بین سال‌های ۱۳۶۴ تا ۱۳۶۸ در لیگ دسته یک فوتبال بازی می‌کرد و حتی در برهه‌ای به همراه افشین پیروانی، نمایندگان استان فارس در تیم ملی فوتبال امید ایران بودند.
او در اوایل دهه ۷۰ وارد فوتسال شد و در سال ۱۳۷۵ به همراه تیم منتخب فارس در اولین دورهٔ مسابقات فوتسال کشوری حضور پیدا کرد؛ وی در دورهٔ دوم این مسابقات نیز به همراه باشگاه فوتسال صدرای شیراز و تحت عنوان مربی-بازیکن حضور داشت و مقام چهارم را کسب کرد.

## دوران مربی‌گری
ناظم‌الشریعه پس از این‌که در دومین دورهٔ مسابقات فوتسال کشوری اولین تجربه مربی‌گری را کسب کرد در سال ۱۳۸۲ به عنوان مربی تیم ملی فوتسال امید ایران انتخاب شد و تا سال ۱۳۸۵ هدایت این تیم را برعهده داشت.
وی همچنین هدایت تیم‌های مختلفی از جمله جوانان صدرای شیراز و گیتی‌پسند نیز عهده‌دار بود و به همراه باشگاه فوتسال حفاری اهواز در سال‌های ۱۳۹۱ و ۱۳۹۲ به ترتیب عناوین سوم و چهارم لیگ برتر فوتسال ایران را کسب کرد و در هر دو سال به عنوان سرمربی فنی‌ترین تیم معرفی شد.
پس از چند سال حضور موفق در تیم حفاری اهواز، وی در سال ۱۳۹۳ به عنوان سرمربی تیم ملی فوتسال امید ایران و دستیار خسوس کاندلاس در تیم ملی فوتسال ایران، انتخاب و در شهریور ماه سال ۱۳۹۴ به عنوان جانشین این سرمربی اسپانیایی، سرمربی تیم ملی فوتسال شد.

## افتخارات
: سومی جام جهانی فوتسال ۲۰۱۶ 
: قهرمانی جام ملتها فوتسال  آسیا ۲۰۱۶
:قهرمانی جام ملتها فوتسال آسیا ۲۰۱۸

## حضور در تیم ملی ایران
وی در همان مدت کوتاهی که هدایت تیم ملی را برعهده گرفت موفق به کسب عناوین زیر شد:
1. او در سال ۱۳۹۴ به همراه تیم ملی قهرمان مسابقات فوتسال جام ملت‌های آسیا ۲۰۱۶ در ازبکستان، و نامزد کسب عنوان بهترین سرمربی جهان در سال ۲۰۱۶ شد.[۴] شکست ازبکستان میزبان در حالی رقم خورد که ایران آخرین قهرمانی اش در سال ۲۰۱۰ اتفاق افتاده بود و بعد از ۶ سال ناکامی در آسیا، این قهرمانی در سال ۲۰۱۶ بر شیرینی‌ها و ارزش‌های این پیروزی افزود.
2. کسب مجوز حضور در جام جهانی فوتسال ۲۰۱۶ کلمبیا.
3. وی در ۱۰ مهرماه ۱۳۹۵ مصادف با یکم اکتبر ۲۰۱۶ موفق کسب مدال برنز و سوم جام جهانی فوتسال ۲۰۱۶ کلمبیا شد، (هشتمین دوره جام جهانی فوتسال).
4. قهرمانی به همراه تیم ملی فوتسال در سال ۱۳۹۶ در مسابقات فوتسال جام ملت‌های آسیا ۲۰۱۸ در چین تایپه

## باشگاهی
وی به همراه باشگاه فوتسال حفاری اهواز در سال‌های ۱۳۹۱ و ۱۳۹۲ به ترتیب عناوین سوم و چهارم لیگ برتر فوتسال ایران را کسب کردند